# Tomás Berra
Tomás Berra (Rosario, 19 febbraio 1991) è un calciatore argentino, difensore del Central Norte (S).

## Caratteristiche tecniche
Gioca come difensore centrale.

## Carriera
Cresciuto nelle giovanili del Rosario Central, debutta come professionista il 25 marzo 2013, subentrando all'83' a Rafael Delgado nella rocambolesca vittoria per 4-3 contro l'Atlético Tucumán.

## Palmarès
- Primera B Nacional: 1

Rosario Central: 2012-2013